# Katsuragi (Schiff, 1944)
Die Katsuragi (japanisch 葛城), benannt nach einem Berg in den Präfekturen Osaka und Nara, war der letzte Flugzeugträger der kaiserlich Japanischen Marine.
Der Träger war das dritte Schiff der Unryū-Klasse und der letzte von der japanischen Marine fertiggestellte Flottenflugzeugträger. Das Schiff überstand den Zweiten Weltkrieg und wurde nach dem Krieg noch zu Transportfahrten eingesetzt, bevor es 1947 in Osaka abgewrackt wurde.

## Entwurf
Die grundsätzliche Konstruktion der Unryū-Klasse lehnte sich an die mittelgroßen Vorkriegsbauten Sōryū und Hiryū an, war jedoch etwas größer, für modernere Flugzeuge ausgelegt und verfügte nur über zwei (größere) Aufzüge an den Enden des Hangars. Die neuen Aufzüge maßen 14,0 m × 14,0 m (vorn) und 14,0 m × 13,6 m (achtern), um modernere größere Flugzeuge transportieren zu können. Auch die Fangseilanlage wurde gegenüber dem ursprünglichen Entwurf verstärkt und ausgeweitet (statt 9× Kure Typ×9 nunmehr 12× Kusho Type×4). Drei Schutzbarrieren Typ Kusho 3 No.10 zum Schutz geparkter Flugzeuge im Fall von Landeunfällen wurden ebenfalls eingebaut.
Wie die Vorgänger verfügten die Schiffe über zwei Hangardecks. Der obere (so genannte „Kriegshangar“) für die Jäger/Jagdbomber war in vier, der untere (für die größeren Bomber) in drei Abteilungen unterteilt. Gegenüber der Sōryū wurde – als Lehre aus deren Versenkung bei Midway – die Feuerlöschanlage überarbeitet und Schaumlöschsysteme statt Kohlendioxid (CO2) vorgesehen. Zudem wurden die hochexplosiven Flugzeugtreibstoffvorräte mit Zementgürteln umgeben, feuerresistente Farbe verwendet und der leicht brennbare Linoleum-Bodenbelag zugunsten reiner Metalldecks weggelassen.
Die Brückeninsel war wie bei der Sōryū steuerbord vorn positioniert, allerdings entsprach sie in der Form derjenigen der großen Träger der Shōkaku-Klasse, und war somit deutlich größer als diejenige der Sōryū.
Die Ruderanlage bestand nach dem nicht erfolgreichen Experiment auf der Hiryū mit einem halbbalancierten Ruder mittschiffs wieder aus zwei voll ausgeglichenen, leicht schräg auswärts gestellten Rudern wie bei Sōryū.

## Technische Beschreibung

### Bewaffnung

#### Flugzeuge
Die Katsuragi war für 57 Flugzeuge, plus acht Reserve, konstruiert. Der Plan ging allerdings noch von den bei Kriegsbeginn 1941 eingesetzten Typen und dem typischen „Flugzeugmix“ vor den ersten Kriegserfahrungen aus: 12 Jagdflugzeuge Mitsubishi A6M2 Zero-Sen „Zeke“ (plus drei Reserve), 18 Torpedo- und Horizontalbomber Nakajima B5N2 „Kate“ (plus zwei Reserve), und 27 Sturzbomber Aichi D3A1 „Val“ (plus drei Reserve). Bei Fertigstellung 1944 hatte sich die Lage grundlegend verändert: Seit der Schlacht bei Midway war die Anzahl der Jagdflugzeuge anteilsmäßig auf allen japanischen Trägern erheblich erhöht worden. Außerdem wurde Ende 1944 bereits die übernächste Generation der japanischen Trägerflugzeugtypen verfügbar.
Aufgrund des Kriegsverlaufs und des Mangels an Piloten waren Flugzeuge auf Katsuragi aber nur noch zu Erprobungszwecken an Bord, eine eigene Trägerkennung wurde nicht mehr zugeteilt. Denkbare Typen wären 1945 die letzte Variante des Zero-Jägers Mitsubishi A6M8 Zero-Sen „Zeke“, der Universalbomber Aichi B7A Ryūsei „Grace“ (kombinierter Sturz- oder Torpedobomber) und der Aufklärer Nakajima C6N Saiun „Myrt“ gewesen. Als realistische Zahl wird einschließlich zwei Reserveflugzeugen eine mögliche Dotierung von insgesamt 53 Maschinen geschätzt (27 Jäger/Jagdbomber, 18 Bomber, plus zwei Reserve, 6 Aufklärer). Dabei war – erstmals im Rahmen des japanischen Trägernutzungskonzepts – vorgesehen, die sechs Aufklärer nicht im Hangar unterzubringen, sondern permanent auf dem Flugdeck zu belassen. Das sparte Hangarplatz (zumal die „Saiun“ nicht über Faltflügel verfügte) und machte die Maschinen schneller einsatzbereit.

#### Luftabwehrbewaffnung
Die Katsuragi erhielt als Schwere Flak noch die alten 12,7-cm-L/40-Geschütze (Modell 89), die seit Mitte der dreißiger Jahre weit verbreitet in japanische Kriegsschiffe eingebaut wurden, und die bei Kriegsende veraltet waren. Nachteilig war insbesondere ihre zu langsame Bewegung in Drehung und Elevation. Das Nachfolgemodell, die neue 10,0-cm-L/65-Flak, war aber nicht in ausreichender Anzahl verfügbar. Zur Feuerleitung waren zwei Leitgeber vom Typ 94 vorhanden (einer neben der Brücke, einer in der Galerie backbord mittschiffs).
Hingegen wurde der Träger bereits mit einer erheblich verstärkten leichten Flak-Bewaffnung fertiggestellt. Geplant waren ursprünglich nur 39 Rohre von 25 mm in 13 Drillingen. Schon das Typschiff Unryū stellte aber mit 51 Rohren 17 Drillinge in Dienst, und die dort umgehend ergänzten vier Drillinge achtern in Doppelplattformen beidseits des Flugdecks kamen auf der Katsuragi von Anfang an zum Einbau. Die Katsuragi wurde daher mit 63 25-mm-Rohren in 21 Drillingen und zusätzlich mit 25 transportablen Einzellafetten vom Kaliber 25 mm in Dienst gestellt (insgesamt 88 Rohre). Zur Feuerleitung wurden Typ-95-Leitgeber verwendet, und zwar typischerweise einer für je drei Drillinge. Die ergänzten vier Drillinge achtern und die Einzelgeschütze waren lokal (d. h. von Geschütz aus selbst) zu richten. Die vier 25-mm-Drillinge unmittelbar hinter den Schornsteinen sowie ihre Leitgeber waren mit Rauchschutz-Kuppeln versehen, auf dem weiter achtern stehenden 12,7-cm-Zwilling wurde das wegen des großen Abstandes (anders als auf Sōryū) nicht mehr für erforderlich gehalten.
Als einziges Schiff der Klasse verfügte Katsuragi über die 30-rohrigen Raketenwerfer zur Luftabwehr (28-rohrig auf den Schwesterschiffen), die allerdings erst nachträglich 1945 auf zwei Plattformen mit je drei Werfern beidseits des vorderen Flugdecks installiert wurden. Leitgeber waren auch hier modifizierte Systeme Typ 95 (je einer auf jeder Seite).

### Antrieb und Panzerung
Die Katsuragi hatte anders als die beiden anderen fertiggestellten Schwesterschiffe Unryū und Amagi, die über Kreuzerturbinen verfügten, um insgesamt 48.000 PSw schwächere Zerstörerturbinen (2 × 2 zu je 26.000 PS statt 38.000 PS). Sie war daher auch 2 kn langsamer als diese. Die Konstruktionsgeschwindigkeit von 32 kn wurde bei den Probefahrten im Oktober 1944 jedoch erreicht. Die Seeausdauer war wie bei den Schwesterschiffen mit 8.000 sm bei 18 kn berechnet. Getestet wurde dies nie, da die Schiffe wegen Treibstoffmangels keine größeren Fahrten mehr unternahmen. Es ist fraglich, ob der Wert nicht zu optimistisch war, obgleich die Katsuragi mit ihrer kleineren Antriebsanlage möglicherweise etwas sparsamer war als die Schwesterschiffe.
Die kleinere Maschinenanlage mit der entsprechenden Gewichtsersparnis erlaubte auf der Katsuragi auch eine etwas bessere Panzerung als auf den Schwesterschiffen, statt einer Lage 46 mm CNC (Copper Non Cemented) wurden zwei Lagen zu je 25 mm DS (Ducol) übereinander für den Seitenpanzer verwendet.

### Radarsystem
Bereits ab Indienststellung waren als Radaranlagen zwei Typ 21 (eine Antenne auf der Brücke, eine Antenne backbord achtern am Flugdeckrand, versenkbar, Zweck: kombinierte See- und Luftsuche) und zwei Typ 13 (eine vorn am Hauptmast, eine hinten am vordersten Antennenmast backbords) vorhanden. Das Typ-21-Gerät auf der Brücke wurde 1945 durch ein modernes Zentimeter-System zur Seesuche (Typ 22 Kai-4) ersetzt. Die typischen passiven Systeme (E-27) waren ebenfalls vorhanden, sowie einige Experimentalanlagen.

### Tarnanstrich
Der Träger war von Indienststellung an im typischen Anti-U-Boot-System der japanischen Marine für Flugzeugträger getarnt (Seiten hellgrün/dunkelgrün mit nachgeahmter Handelsschiff-Silhouette). Noch 1944 erhielt das Schiff ein komplexes Deckstarnschema aus vor allem grünen Farbtönen und schwarz, das später am Liegeplatz mit zusätzlichen Tarnmitteln (Netzen, Scheinaufbauten) ergänzt wurde.

## Geschichte

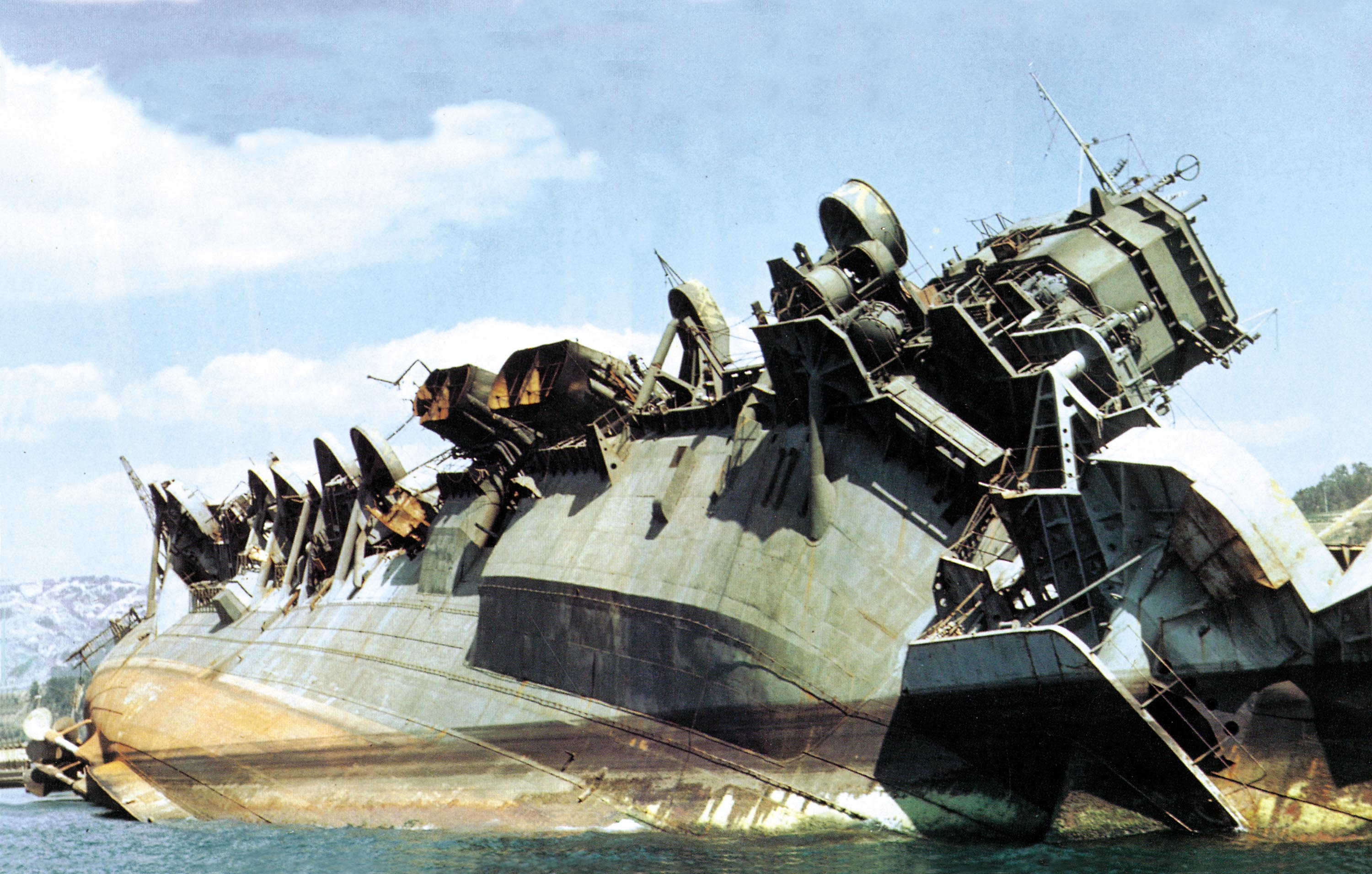
Das baugleiche Schwesterschiff Amagi halb gekentert nach amerikanischen Luftangriffen im Juli 1945, noch schwach erkennbar die grüne Tarnfarbe

Die Katsuragi wurde 1942 im Rahmen des „5. Not-Ergänzungsbauprogramms“ (改マル5計画, Kai-Maru-Go-Keikaku) als drittes Schiff der Unryū-Klasse geordert. Gleichzeitig wurden auch alle vier anderen Schwesterschiffe der Unryū, deren Bau noch tatsächlich begonnen wurde, beschlossen (Amagi, Kasagi, Asō und Ikoma).
Baubeginn des Schiffs war der 8. Dezember 1942, der erste Jahrestag des Angriffs auf Pearl Harbor. Am 19. Januar 1944 lief es vom Stapel. Die Katsuragi begann am 15. Oktober 1944, dem Tag ihrer Indienststellung, unter dem Kommando ihres Ausrüstungsoffiziers und späteren ersten Kommandanten, Kaigun-Taisa Kawabata Masaharu (川畑 正治), mit den Probefahrten. Das offizielle Probefahrt-Foto bei Höchstgeschwindigkeit (32,0 kn) ist eines der wenigen Fotos von japanischer Seite, die von dem Schiff aus der Kriegszeit erhalten geblieben sind. Es folgten bis Dezember 1944 weitere Erprobungsfahrten, ausschließlich in der japanischen Inlands-See. Dabei fanden Ende Oktober 1944 Verbandsfahrten mit dem Schwesterschiff Unryū, und im November und Dezember mit dem Schwesterschiff Amagi statt.
Am 15. November 1944 wurde die Katsuragi offiziell für einsatzbereit erklärt und der ersten Trägerdivision unter Konteradmiral Komura Keizō (古村 啓蔵) zugeteilt, allerdings immer noch ohne eigenes Bordflugzeug-Geschwader. Die Zuteilung hätte aus der Luftgruppe (Kōkūtai) 601 erfolgen sollen, die allerdings zu diesem Zeitpunkt landgestützt blieb. Nur Erprobungen fanden statt.
Am 23. Januar 1945 wurde der Träger von Kure nach Yokosuka beordert, um dort zu Trainingszwecken Torpedobomber der Luftgruppe Yokosuka aufzunehmen, aber bereits am 4. Februar wieder nach Kure zurückgerufen. Aufgrund des Mangels an ausgebildeten Trägerpiloten und der Nähe des Kampfgeschehens an Landbasen war ein offensiver Einsatz mit einer Trägerkampfgruppe nicht mehr sinnvoll. Die 1. Trägerdivision, zu der außer der Katsuragi das Schwesterschiff Amagi gehörte, wurde aufgelöst, und beide Schiffe direkt der Rengō Kantai, der Gesamtflotte zur Heimatverteidigung, unterstellt. Die für den Bordeinsatz vorgesehene Luftgruppe 601 wurde zur Verteidigung von Iwojima von Land aus eingesetzt, wo sie nicht unerhebliche Erfolge erzielte, so die Versenkung des US-Geleitträgers Bismarck Sea am 21. Februar 1945 und die schwere Beschädigung des Flugzeugträgers Saratoga.

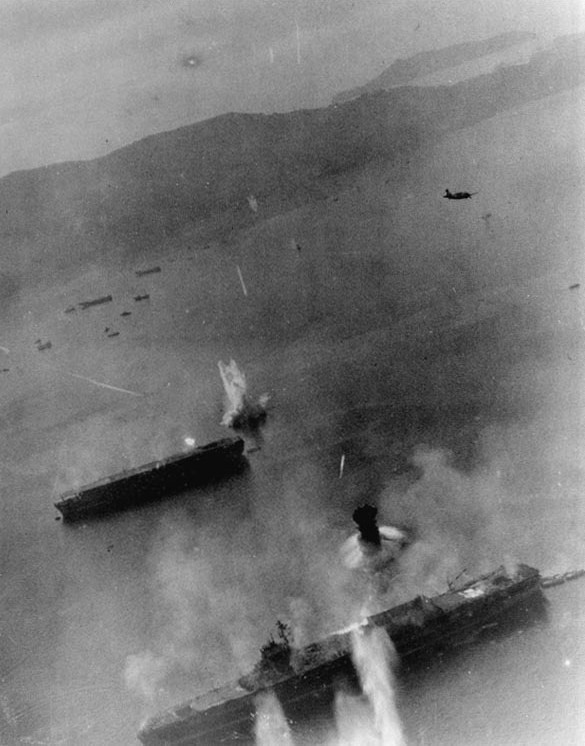
Die Katsuragi (vorn) wird im März 1945 in Kure aus der Luft angegriffen, im Hintergrund die Kaiyō

Am 15. Februar 1945 wurde die Katsuragi zusammen mit der Amagi und dem Geleitträger Kaiyō in Kure vor Anker gelegt. Am 19. März 1945 wurde die Basis von amerikanischen Trägerflugzeugen angegriffen, die Katsuragi erhielt zwei Treffer von 5-Zoll-Raketen und einen Nahtreffer, die aber nur leichte Schäden verursachten. Nach der Reparatur wurde trotzdem beschlossen, den Träger aus Mangel an Betriebsstoffen und Verwendungsmöglichkeit stillzulegen. Am 24./25. März 1945 wurde das Schiff der Reserveflotte des 4. Distrikts (Kure) zugeteilt und an der Insel Mitsukojima (三ツ子島) permanent festgemacht. Über den Tarnanstrich hinaus wurde es aufwendig mit Sichtschutz versehen, wozu Scheinaufbauten in Form von Gebäuden, Tarnnetze und an Bord gepflanzte Bäume (!) gehörten. Das Flugdeck wurde teils übermalt, teils mit Sand zugeschüttet. Die Maschinenanlage wurde abgeschaltet und das Schiff von Land aus mit Strom versorgt. Alle Luftabwehrwaffen blieben jedoch voll einsatzbereit, mit entsprechender Bemannung.
Am 1. April 1945 übernahm Kaigun-Taisa Hiratsuka Shirō (平塚 四郎) das Kommando. Die Besatzung wurde zum Teil auf das Schlachtschiff Yamato und die 2. Flotte verteilt. Das zunächst noch einige Wochen aktive Schwesterschiff Amagi wurde am 13. April 1945 ebenfalls in ähnlicher Weise deaktiviert und am anderen Ende der Insel getarnt vertäut. Am 20. April 1945 übernahm Kapitän Hiratsuka das Kommando über die Amagi, Kaigun-Taisa Miyazaki Toshio (宮崎 俊男) wurde dritter und letzter Kommandant der Katsuragi.

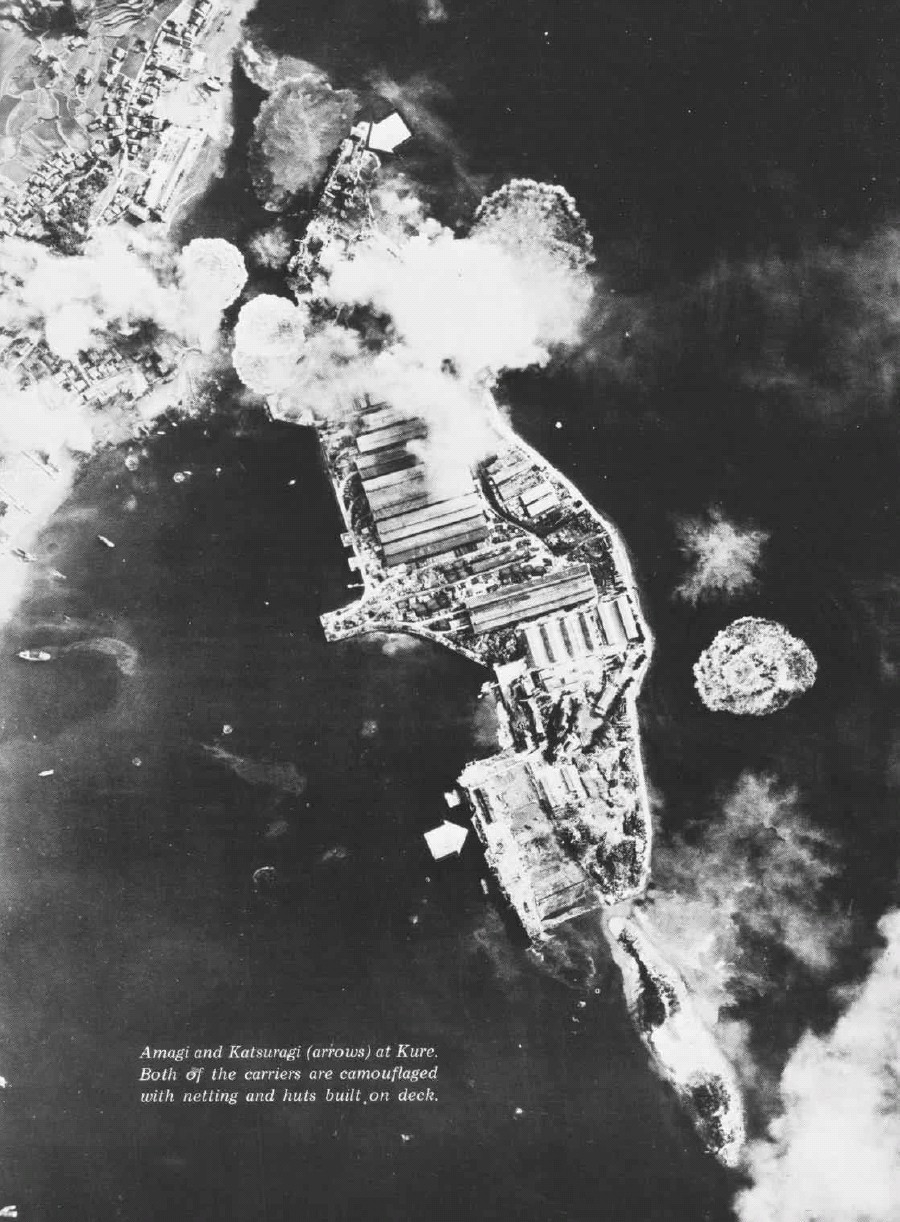
Die Katsuragi (mittig unten) und die Amagi (oben) in einer amerikanischen Luftaufnahme vom Juli 1945

Am 24. Juli 1945 begannen die abschließenden großen Luftangriffe der amerikanischen Trägerflotte auf die japanischen Kriegshäfen. Die Katsuragi wurde aufgrund ihrer Tarnung nur vereinzelt angegriffen, wobei ihre Luftabwehr sehr effektiv die amerikanischen Helldiver-Sturzbomber fernhielt. Nur ein streifender Treffer an einer Flakbatterie backbord mittschiffs wurde von etwa einem Dutzend angreifender Flugzeuge erzielt (13 Tote, 5 Verletzte), ohne strukturelle Schäden am Schiff. Am 28. Juli 1945 erfolgte die zweite Angriffswelle. Diesmal erhielt die Katsuragi einen direkten Treffer einer 1.000 kg - Bombe im Bereich des vorderen Aufzuges. Der Aufzug wurde beschädigt, das Flugdeck auf ca. 80 m vom Rumpf abgerissen und in diesem Bereich stark verbogen. Die Druckwelle richtete im leeren Hangar ebenfalls Verwüstungen an. Opfer gab es nur auf der Brücke durch Splitterwirkung (13 Tote, 12 Verletzte), aber das halbgepanzerte Oberdeck hielt Schäden vom Schiffsinneren fern. Da das Hangardeck leer war, entstanden auch keine Brände. Die Katsuragi blieb seetüchtig.
Die Katsuragi konnte daher im August 1945 in fahrbereitem Zustand an die Amerikaner übergeben werden. Sie beließen den Träger jedoch unter japanischer Verwaltung, wo er am 10. September 1945, eine Woche nach der Kapitulation, der 4. Reserveflotte zugeteilt wurde. Immer noch unter Kommando von Kapitän Miyasaki, lief die Katsuragi im Oktober 1945 als Transportschiff erstmals wieder aus. Im November 1945 ging das Schiff in Kure ins Dock zur Reparatur. Es wurde entschieden, die Einsatzfähigkeit als Flugzeugträger nicht wiederherzustellen. Die beschädigten Flugzeugaufzüge wurden stillgelegt, das Flugdeck repariert, die Hangars in Transport- und Wohnräume umgebaut. Die Katsuragi konnte damit maximal 3.000 Passagiere befördern. Zur Belüftung wurden neue Ventilationssysteme durch das Flugdeck eingezogen, deren „Hälse“ nunmehr prominent auf dem Flugdeck zu sehen waren. Der Tarnanstrich wurde entfernt und durch das einheitliche Marinegraublau ersetzt, mit japanischer (Zivil-)Flagge und Namenszug in westlicher Schrift zur Kennung auf dem Rumpf. Sämtliche Bewaffnung wurde ausgebaut, das als Navigationsradar verwendbare Feuerleitradar Typ 22 blieb aber an Bord.
Die Katsuragi wurde dann insbesondere zur Heimführung japanischer Soldaten und Kriegsgefangener aus ehemals japanisch besetzten Gebieten in Südostasien verwendet. Am 18. Dezember 1945 brach sie zu ihrer ersten Fahrt auf, die sie nach Rabaul im Bismarck-Archipel und nach Australien führte. Im Januar 1946 fanden in Kure weitere Reparaturen statt, und am 15. Januar 1946 lief die Katsuragi wieder Richtung Wewak und Rabaul aus. Bis April 1946 folgten weitere Transportfahrten, insbesondere auch nach Torokina und Nauru, auf denen insgesamt 12.000 Mann nach Japan zurückgebracht wurden. Danach wurde das Schiff in Kurihama vertäut. Im Laufe des Jahres fuhr die Katsuragi allerdings u. a. noch nach Saigon und Medan, Singapur und Bangkok, bis für sie Ende 1946 endgültig keine Verwendung mehr vorhanden war. Im Sturm in der Nähe der Philippinen hatte sie zuletzt nach einer 30-Grad-Krängung auch einen Maschinenschaden erlitten.
Während die Katsuragi im Krieg die heimischen Gewässer nie verlassen hatte, führte sie nach dem Krieg zahlreiche Reisen mit erheblichen Fahrstrecken aus. Sie war das größte japanische Kriegsschiff, das nach dem Krieg für solche so genannten Repatriierungsfahrten zur Rückkehr japanischer Truppen und Kriegsgefangener aus Übersee verwendet wurde.
Am 15. November 1946 wurde die Katsuragi als letzter Flugzeugträger der Kaiserlich-Japanischen Marine aus dem Marineregister gestrichen und an das Marineministerium zum Verkauf übergeben. Sie wurde kurzzeitig nach Sasebo verbracht. Vom 22. Dezember 1946 bis zum 30. November 1947 wurde das Schiff bei Hitachi Zōsen in Osaka abgewrackt. Dabei konnten rund 11.000 Tonnen wiederverwendbares Altmetall gewonnen werden.

## Modelle
Zwei japanische Hersteller bieten aktuell Plastik-Modellbausätze der Katsuragi im Standard-Maßstab 1:700 Wasserlinie (Aussehen Anfang 1945) an.

## Bemerkungen
1. 1 2  Der japanische Rang Taisa entspricht dem deutschen Dienstgrad Kapitän zur See. Der Vorsatz Kaigun- zeigt an, dass es sich um einen Marineoffizier handelt.